# 季莫费·斯特罗卡奇
季莫费·阿姆夫罗希耶维奇·斯特罗卡奇（俄语：Тимофей Амвросиевич Строкач，1903年3月4日—1963年8月15日）苏联中将，乌克兰共产党中央委员会委员（1938年-1959年），苏联最高苏维埃代表（1946年-1954年），曾任乌克兰苏维埃社会主义共和国内务人民委员部（内务部）部长，苏联内务部副部长，苏联边防军指挥员。

## 生平
1927年加入苏联共产党。苏德战争时期，1941年6月起领导组建乌克兰歼击营和游击队，并参加了基辅和莫斯科保卫战。1942年至1945年任乌克兰游击运动参谋长，积极参与计划和协调乌克兰游击队的战斗行动，1944年晋升中将。
1946年初担任乌克兰苏维埃社会主义共和国内务人民委员部部长，改组后继续担任乌克兰苏维埃社会主义共和国内务部部长至1956年。同年担任苏联内务部副部长，兼任苏联边防军和内政部军队的指挥员，1957年因病辞职。1963年去世。

### 贝利亚事件
1953年3月，贝利亚成为内务部部长后，斯特罗卡奇被降级为利沃夫州内务局长，其职位由贝利亚的亲信梅希克接任。
他接到贝利亚的命令：搜集给当地苏维埃和党的干部抹黑的材料。但未经州委书记批准，他拒绝执行。于是贝利亚威胁斯特罗卡奇，要是他自作聪明，就会落得在劳改营里灰飞烟灭的下场。斯特罗卡奇不怕威胁，向州委书记谢尔久克作了汇报。谢尔久克立即给赫鲁晓夫致电。6月底，贝利亚和梅希克被捕。斯特罗卡奇回归部长职位。